# Hoptrup Sogn

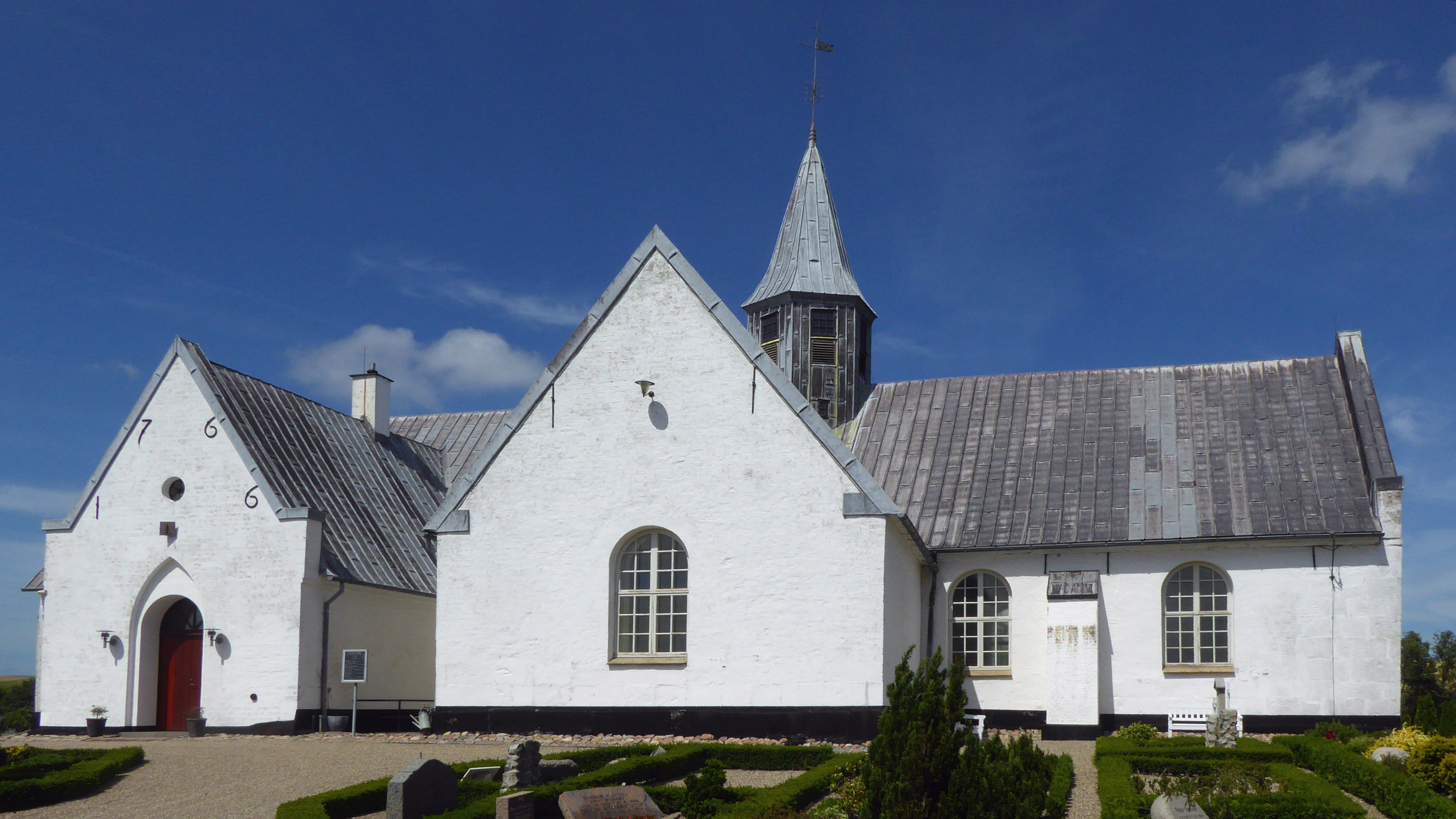
Kirche von Hoptrup – die Entstehung des Bauwerks geht zurück auf das 13. bis 15. Jahrhundert. Anbau links aus 1766. (Foto 2018)

Hoptrup Sogn ist eine Kirchspielsgemeinde (dänisch Sogn)  in Nordschleswig im südlichen Dänemark. Bis 1970 gehörte sie zur Harde Haderslev Herred im damaligen Haderslev Amt, danach zur Haderslev Kommune im damaligen Sønderjyllands Amt, die im Zuge der Kommunalreform zum 1. Januar 2007 in der „neuen“  Haderslev Kommune in der Region Syddanmark aufgegangen ist.
Im Kirchspiel leben 2053 Einwohner, davon 628 im Kirchdorf (Stand:1. Januar 2023).